# Blackbox (Fenstermanager)
Blackbox ist ein Fenstermanager für das X Window System in unixoiden Betriebssystemen. Die Software ist in der Programmiersprache C++ programmiert und zeichnet sich durch ihre kompakte Programmgröße aus.
Blackbox braucht wenig Speicher und läuft schnell. Insbesondere lohnt sich die Installation auf leistungsschwachen Rechnern, auf denen die Fenstermanager von KDE (KWin) oder Gnome (Metacity) nicht mehr produktiv eingesetzt werden können.
Blackbox bietet in der Standardinstallation
- Fensterverwaltung,
- Themes (Styles),
- Menüs,
- ein Dock (Slit),
- eine Symbolleiste und
- den Desktop-Hintergrund.

Dieser überschaubare Satz an Merkmalen ist von den Entwicklern auch gewollt, um Blackbox kompakt und übersichtlich zu halten. Der Fenstermanager ist zu den Standards NetWM und EWMH kompatibel, Anwender können mit Zusatzprogrammen ihren Desktop individuell einrichten:
- Grafische Tools ermöglichen die Konfiguration von Blackbox ohne Texteditor.
- Tastaturkombinationen verarbeitet das Hotkey-Programm bbkeys,
- Sogenannte Dockapps, kleine Programme, bereichern das sonst leere Dock um vielfältige Funktionen.
- Auch KDE- oder GNOME-Programme können mit Blackbox verwendet werden.

## Derivate
- Fluxbox
- Hackedbox
- LainWM vom LainOS
- Openbox (bis Version 2; ab Version 3 komplett neugeschrieben; Aussehen aber immer noch an Blackbox angelehnt)
- Waimea (Fenstermanager)
- BB4Win – Eine Portierung von Blackbox auf Windows[1]